# 中山路 (麟洛鄉)
中山路（Jhongshan Rd.）是屏東縣麟洛鄉的東西向重要幹道，本道路屬台1線屏鵝公路。西起銜接屏東市民生東路，沿途穿越麟洛市區，並經國道三號麟洛交流道，東至建國路口續接內埔鄉中正路。為往來屏東市、潮州鎮、枋寮鄉、楓港、墾丁及台9線南迴公路南北長途往來相當重要的道路。

## 行經行政區域
（由西至東）
- 麟洛鄉
- 竹田鄉

## 沿線設施
（由西至東）
- 全國加油站麟洛站
- 麟洛果菜市場
- 台灣中油千越加油站麟洛站
- 永達技術學院
- 統聯客運麟洛站
- 7-Eleven麟洛門市
- 麟洛郵局
- 麟洛鄉戶政事務所
- 7-Eleven信億門市
- 麟洛鄉公所
- 麟洛鄉立圖書館
- 屏安醫院麟洛院區
- 麟洛牙醫診所
- 國光客運麟洛站
- 台灣中油加油站麟洛站
- 台亞石油麟洛交流道加油站
- 北麟洛橋
- 屏東縣立麟洛國中
- 屏東縣立運動公園
- 麟洛交流道
  - 單車國道（長治－麟洛自行車道）
- 屏東縣肉品市場

## 本道路交通
- 屏東客運
  - 509 屏東轉運站－屏東科技大學
  - 8230 屏東－建興－龍泉
  - 8231 屏東－內埔－東勢－三地門
  - 8232 屏東－內埔－老埤－三地門
  - 8233 屏東－內埔－老埤－三地門－霧台
  - 8235 屏東－西勢－內埔－佳佐
  - 8236 屏東－內埔－萬巒－佳佐
  - 8237 屏東－內埔－竹田－潮州
  - 8238 屏東－內埔－萬巒－潮州
  - 8239 屏東－內埔－竹田－潮州－恆春（不經竹田鄉公所）

- 國光客運
  - 1773 屏東－潮州－枋寮－恆春
  - 1780 屏東－內埔－竹田－潮州－佳冬－枋寮